# Campisme
Ne doit pas être confondu avec le camping, parfois appelé campisme.
Le campisme est une vision du monde et une théorie des relations internationales fondées sur la structuration des différents acteurs internationaux en blocs et le soutien uniforme aux acteurs d'un seul bloc. Ce terme est principalement utilisé de façon péjorative ; aucun camp politique ne se réclame du campisme.

## Historique

### Naissance et utilisation du concept durant la guerre froide
Le campisme naît à l'époque de la guerre froide, alors que le monde est principalement divisé entre deux blocs : le bloc de l'Est sous domination soviétique, uni militairement par le Pacte de Varsovie, et le bloc de l'Ouest sous domination américaine, regroupé sous la bannière de l'Organisation du traité de l'Atlantique nord (OTAN). Cette théorie implique alors de choisir un camp, l'autre étant diabolisé. Il existe alors un campisme socialiste valorisant le modèle soviétique et un campisme capitaliste promouvant les États-Unis et leurs alliés.
C'est Fidel Castro qui, le premier, emploie l'expression de « camp socialiste », lorsqu'il défend la répression du Printemps de Prague par les troupes du Pacte de Varsovie, le 23 août 1968. Cependant, dès la fin des années 1960, le « camp socialiste » traverse une crise, liée notamment à l'émergence des pays non-alignés, qui rejettent la division stricte et l'affrontement entre les deux blocs et se placent dans une position anticolonialistes et en faveur de la paix mondiale. L'expression est remise en cause encore un peu plus avec le schisme entre l'URSS et la Chine, pourtant tous deux communistes, dans les années 1960.
Avec l'évolution des alliances géopolitiques durant la guerre froide, de nombreux pays auparavant considérés comme appartenant à ce camp socialiste (notamment l'Égypte) s'éloignent de l'influence de Moscou. Après la dislocation de l'URSS, un unique État continue à se réclamer de ce camp, Cuba.

### Réapparition après la fin de la guerre froide
La notion de campisme fait son retour au tournant du XXIe siècle, après plusieurs années de domination hégémonique américaine, qui se caractérise par un fort interventionnisme. Après plusieurs échecs, notamment en Irak à partir de 2003, la politique américaine est de plus en plus contestée et un nouveau campisme fait son apparition. Il considère que « les américains [sic], et secondairement leurs alliés sont les deus ex machina du monde, initiateurs des conflits, et que toute puissance ou mouvement qui s’opposerait à eux (ou serait supposé le faire) est à soutenir », suivant la phrase : « Si les États-Unis sont le mal, les ennemis des États-Unis sont le bien ».
Le campisme post-guerre froide est ainsi résumé par Bernard Dreano comme « une vision binaire et idéologique qui n’est que le négatif de la rhétorique occidentale qui « oppose le camp du Bien (les États-Unis et les démocraties occidentales et leurs alliés du moment) et le camp du Mal » ». Il ajoute que « le contraire de l’internationalisme, le contraire de la solidarité avec des luttes des peuples ».
C'est le cas lors des guerres de Yougoslavie, à la fin des années 1990. Des personnalités et partis politiques, principalement classés à gauche, affirment à tort que les conflits ont été provoqués par l'action américaine. Ils relaient alors les discours allant dans ce sens, notamment la propagande du régime serbe. Cela mène à la constitution d'un camp informel, aux limites difficiles à définir, qualifié d'« anti-impérialiste » malgré la politique résolument impérialiste et l'orientation politique de droite de certains de ses membres. Il réunirait la république islamique d'Iran, la Russie et la Biélorussie, la Syrie, le Venezuela, etc..
En sens inverse, l'identification par le président américain George W. Bush d'un « Axe du Mal » incluant tous les pays et groupes ennemis des États-Unis, indépendamment de leur idéologie, donne naissance à un autre camp.
Après une baisse de son utilisation, la notion de campisme regagne en popularité au début des années 2020, avec l'invasion de l'Ukraine par la Russie, en lien avec l'objectif de puissances comme la Chine et la Russie de « remettre en question la domination occidentale du monde », ce qui redonne naissance à une logique de blocs, toujours entre Occident et « anti-impérialistes ». Le déclenchement de la guerre à Gaza amplifie encore la montée de cette idéologie. Pour la sociologue Sylvaine Bulle, ce conflit serait prétexte à une division manichéenne entre « les anti-Israéliens (ou antisionistes propalestiniens) et les antipalestiniens (ou pro-israéliens) » qui s'apparenterait à du campisme.

## Personnalités et acteurs
Le campisme est une idéologie partagée par des acteurs des deux bords du spectre politique.
Des personnalités et partis de gauche se feraient le relais d'un discours campiste, motivé principalement par l'antiaméricanisme d'une part et une vision prétendument anti-impérialiste de l'autre. Ainsi l'homme politique français Jean-Luc Mélenchon défend le régime syrien de Bachar el-Assad, le considérant comme un moindre mal.
Cependant, des positions considérées comme campistes seraient également adoptées de l'autre côté du paysage politique, notamment au sein de l'extrême droite européenne ou des « droites nationalistes », représentées notamment par Viktor Orbán, Matteo Salvini ou Thierry Mariani.

## Critiques
La notion de campisme est critiquée. Les critiques modernes affirment que le campisme soutiennent que cette idéologie crée une vision unidimensionnelle inexacte de chaque camp, avec un « Nord global monolithique » contre un « Sud global monolithique », alors que chaque camp est un ensemble hétérogène d’alliances, et que tracer des frontières claires entre deux camps est difficile voire impossible. De plus, la logique campiste encourage une analyse simplifiée et manichéenne des événements. Pour certains auteurs, le campisme « se résume souvent à la simple procédure consistant à déterminer de quel côté se trouvent les États-Unis dans un conflit donné et à prendre automatiquement la position opposée »,.
Bryant William Sculos, dans la revue socialiste New Politics, estime ainsi que « le campisme a souvent fait plus de mal que de bien ». Il appelle à réaliser « une distinction claire entre les mouvements de libération démocratiques et les régimes établis qui prétendent s’opposer au « grand Satan » tout en sapant les luttes démocratiques à l’intérieur de leurs frontières – et souvent dans le monde entier ».